# Antonio Marchesano (Fussballspieler)
Antonio Marchesano (* 18. Januar 1991 in Bellinzona) ist ein schweizerisch-italienischer Fussballspieler.

## Karriere

### Verein
Marchesano begann seine Karriere in den Jugendmannschaften des FC Lugano und der AC Bellinzona. Zur Spielzeit 2009/10 wechselte er zum Drittligisten GC Biaschesi aus Biasca, bei dem er am 22. September 2009 (2. Spieltag) beim 1:3 gegen den FC Tuggen sein Debüt im Herrenbereich gab, als er in der 81. Minute für Andrea Locatelli eingewechselt wurde. Bis Saisonende kam er zu 27 Drittligapartien, wobei er zwei Tore erzielte. Zur folgenden Saison schloss er sich dem Zweitligisten FC Locarno an. Er debütierte in der Challenge League am 26. Juli 2010 (1. Spieltag) beim 0:2 gegen den FC Aarau. Bis zum Ende der Saison absolvierte er 26 Spiele (1 Tor) in der zweithöchsten Schweizer Spielklasse. Zudem kam er in zwei Partien (ein Tor) des Schweizer Cup zum Einsatz, in dem man in der 2. Runde gegen den FC Zürich ausschied.
Zur Saison 2011/12 kehrte er zur AC Bellinzona zurück, die in die Challenge League abgestiegen war. Bis Saisonende spielte er in 23 Zweitligapartien (5 Tore) sowie zweimal im Schweizer Cup. Die AC beendete die Spielzeit mit 59 Punkten auf dem 3. Rang.
2012/13 absolvierte er 32 Partien in der Challenge League, in denen er sieben Tore schoss, sowie zwei im Schweizer Cup (ein Tor). Die AC Bellinzona beendete die Spielzeit auf dem 2. Platz, der zur Barrage berechtigt hätte; aufgrund finanzieller Unregelmässigkeiten musste der Verein allerdings in die drittklassige 1. Liga Promotion absteigen und nachdem der Klub in der folgenden Saison Insolvenz anmelden musste, folgte der Absturz in den unteren Amateurbereich.
Marchesano schloss sich zur Spielzeit 2013/14 dem Zweitligisten FC Winterthur an, für den er bis Saisonende in 23 Spielen in der Challenge League im Einsatz war (zwei Tore).
2014/15 spielte er 24-mal in der zweithöchsten Schweizer Spielklasse, wobei er zwei Tore erzielte, sowie zweimal im Schweizer Cup.
2015/16 wechselte er zum Ligakonkurrenten FC Biel-Bienne. Bis Saisonende kam er zu 25 Spielen in der Challenge League, in denen er 13 Tore erzielte und somit gemeinsam mit Charles-André Doudin von Neuchâtel Xamax Zweiter in der Torschützenrangliste wurde. Zudem schoss Marchesano beim 10:1 gegen den FC Grand-Saconnex im Schweizer Cup ein Tor, der FC Biel-Bienne scheiterte in der zweiten Runde am FC Winterthur, Marchesano kam dort nicht zum Einsatz.
Zur Spielzeit 2016/17 wechselte er zum Erstligaabsteiger FC Zürich, bei dem er schon im Vorjahr unterschrieben hatte. Für die Zürcher kam er bis Saisonende zu 26 Spielen (drei Tore) in der Challenge League sowie vier im Schweizer Cup (ein Tor), in dem man im Viertelfinale gegen den FC Basel ausschied. Der FCZ wurde in der Liga Erster und erreichte den direkten Wiederaufstieg in die Super League. Ausserdem spielte Marchesano zweimal in der UEFA Europa League, für die man sich aufgrund des letztjährigen Sieges im Schweizer Cup qualifiziert hatte; der FCZ wurde mit sechs Punkten in der Gruppenphase Dritter und schied aus dem Wettbewerb aus.
2017/18 kam Marchesano verletzungsbedingt nur zu 17 Einsätzen (drei Tore) in der höchsten Schweizer Spielklasse; sein Debüt gab er am 27. August 2017 beim 1:1 gegen den FC Luzern, als er in der 61. Minute für Kevin Rüegg eingewechselt wurde. Der FCZ gewann zudem den diesjährigen Schweizer Cup, in dem Marchesano zu insgesamt zwei Einsätzen kam, im Finale siegte man 2:1 gegen die BSC Young Boys; Marchesano erzielte das zwischenzeitliche 2:0 für den FC Zürich.
2018/19 absolvierte er 27 Spiele in der höchsten Schweizer Spielklasse, in denen er zwei Tore erzielte. Im Schweizer Cup kam er zu drei Partien (zwei Tore), der FCZ schied im Halbfinale gegen den FC Basel aus. Zudem spielte er fünf Mal in der Europa League, für die sich der FCZ aufgrund des Pokalsiegs ein weiteres Mal qualifiziert hatte, und erzielte beim 3:2-Heimsieg gegen Bayer 04 Leverkusen einen Treffer. Der FCZ scheiterte schlussendlich in der Zwischenrunde mit insgesamt 1:5 Toren gegen den SSC Neapel.
2019/20 folgten 31 Spiele (fünf Tore) in der Super League und zwei im Schweizer Cup, in dem man im Achtelfinale gegen BSC Young Boys ausschied. Er wurde in der Saison 2021/2022 mit dem FC Zürich Schweizer Meister.
Im Januar 2025 wechselte er zum Yverdon Sport FC.

### Nationalmannschaft
Marchesano absolvierte von 2010 bis 2012 insgesamt dreizehn Partien für Schweizer Juniorennationalteams.

## Erfolge
FC Zürich
- Aufstieg in die Super League: 2016/17
- Schweizer Cupsieger: 2017/18
- Schweizer Meister 2021/2022